# Moraczewo (Gniezno)
Pour les articles homonymes, voir Moraczewo.
Moraczewo (prononciation : [mɔraˈt͡ʂɛvɔ]) est un village polonais de la gmina de Łubowo dans le powiat de Gniezno de la voïvodie de Grande-Pologne dans le centre-ouest de la Pologne.

## Histoire
De 1975 à 1998, le village faisait partie du territoire de la voïvodie de Poznań.

Depuis 1999, Moraczewo est situé dans la voïvodie de Grande-Pologne.